# Bosartjärnen
Bosartjärnen är en sjö i Vansbro kommun i Dalarna och ingår i Dalälvens huvudavrinningsområde. Sjön har en area på 0,0626 kvadratkilometer och ligger 298,9 meter över havet.

## Delavrinningsområde
Bosartjärnen ingår i det delavrinningsområde (670442-140064) som SMHI kallar för Mynnar i Västerdalälvens vattendragsyta. Medelhöjden är 294 meter över havet och ytan är 16,91 kvadratkilometer. Räknas de 12 avrinningsområdena uppströms in blir den ackumulerade arean 109,11 kvadratkilometer. Granan som avvattnar avrinningsområdet har biflödesordning 3, vilket innebär att vattnet flödar genom totalt 3 vattendrag innan det når havet efter 343 kilometer. Avrinningsområdet består mestadels av skog (43 procent) och sankmarker (34 procent). Avrinningsområdet har 0,06 kvadratkilometer vattenytor vilket ger det en sjöprocent på 0,4 procent. Bebyggelsen i området täcker en yta av 0,2 kvadratkilometer eller 1 procent av avrinningsområdet.